# 99° westerlengte
99° westerlengte (ten opzichte van de nulmeridiaan) is een meridiaan of lengtegraad, onderdeel van een geografische positieaanduiding in bolcoördinaten. De lijn loopt vanaf de Noordpool naar de Noordelijke IJszee, Noord-Amerika, de Grote Oceaan, de Zuidelijke Oceaan en Antarctica en zo naar de Zuidpool.
De meridiaan op 99° westerlengte vormt een grootcirkel met de meridiaan op 81° oosterlengte. De meridiaanlijn beginnend bij de Noordpool en eindigend bij de Zuidpool gaat door de volgende landen, gebieden of zeeën. 
| Land, gebied of zee | Nauwkeurigere gegevens |
| ------------------- | --- |
| Noordelijke IJszee  | |
| Canada              | Nunavut - Meigheneiland, Ellef Ringnes-eiland, Ricards Island, Bathursteiland |
| Parrykanaal         | |
| Canada              | Nunavut - Russell Island, Mecham Island, Prins van Wales-eiland, Koning Willem-eiland |
| Queen Maudgolf      | |
| Canada              | Nunavut, Manitoba (dwarst Winnipegmeer) |
| Verenigde Staten    | North Dakota, South Dakota, Nebraska, Kansas, Oklahoma, Texas |
| Mexico              | Tamaulipas, Nuevo León, Tamaulipas, San Luis Potosí, Hidalgo, Mexico, Hidalgo, Mexico, Federaal District (Mexico-Stad) (dwarst de meest oostelijke wijken van de hoofdstad), Morelos, Puebla, Guerrero, Puebla |
| Grote Oceaan        | |
| Zuidelijke Oceaan   | |
| Antarctica          | Niet-toegeëigend gebied in Antarctica |